# گورستان ولی اوکس
گورستان ولی اوکس (انگلیسی: Valley Oaks Memorial Park) یک گورستان، مرده‌شوی‌خانه و مرده‌سوزخانه در وست لیک ویلیج، کالیفرنیا است.

## افراد مدفون مشهور
- ژان دو بریاک (۱۸۹۱–۱۹۷۰)، بازیگر
- کارن کارپنتر (۱۹۵۰–۱۹۸۳)، خواننده
- هویت کرتین (۱۹۲۲–۲۰۰۰)، آهنگ‌ساز
- چه‌زاره دانووا (۱۹۲۶–۱۹۹۲)، بازیگر
- دان دیلاوی (۱۹۰۳–۱۹۸۲)، بازیگر
- جوزفین دون (۱۹۰۶–۱۹۸۳)، بازیگر
- استیو فارست (۱۹۲۵–۲۰۱۳)، بازیگر[۱]
- جوئل هرشهورن (۱۹۳۷–۲۰۰۵)، ترانه‌سرا
- روت هاسی (۱۹۱۱–۲۰۰۵)، بازیگر
- گراهام جارویس (۱۹۳۰–۲۰۰۳)، بازیگر
- جک کربی (۱۹۱۷–۱۹۹۴)، نویسنده‌ی کتاب‌های کمیک [۲]
- ماکو ایواماتسو (۱۹۳۳–۲۰۰۶)، بازیگر
- ویرجینیا میو (۱۹۲۰–۲۰۰۵)، بازیگر
- هری نیلسون (۱۹۴۱–۱۹۹۴)، خواننده
- مایکل اوشی (۱۹۰۶–۱۹۷۳)، بازیگر
- آرتی شاو (۱۹۱۰–۲۰۰۴)، موسیقی‌دان
- ویگن (۱۹۲۹-۲۰۰۳)، خواننده و هنرپیشه ایرانی
- جهان قشقایی (۱۹۵۵-۲۰۱۰)، خواننده‌ی پاپ ایرانی
- طوفان هل‌عطایی (۱۹۴۶-۲۰۱۲)، خواننده‌ی ایرانی
- شهرام کاشانی (۱۹۷۴-۲۰۲۱)، خواننده‌ی پاپ
- شاهرخ (۱۹۴۹-۲۰۲۳)، خواننده ایرانی
- جمشید علیمراد (۱۹۴۴-۲۰۲۰)، خواننده ایرانی